# 민주 (2004년생 가수)
민주(본명: 박민주, 한국 한자: 朴愍柱, 2004년 5월 11일 ~ )는 대한민국의 가수이며, 걸그룹 ILLIT의 멤버이다. 2023년 오디션 프로그램 《알유넥스트》에 출연해 3위로 걸그룹 ILLIT의 멤버가 되었고, 2024년 3월 25일 미니앨범 'Super Real Me'로 정식 데뷔했다.

## 어린 시절
경기도 남양주시에서 부모님과 친오빠가 있는 가정에서 태어났다. 15세 때 반의 부회장이 되어 아이돌이 되는 것이 꿈이었기 때문에 학교 공연 활동과 댄스 아카데미 과정에 참여하기 시작했고, 댄스 아카데미 재학 중 오디션을 보고 연습생이 되었다. YG 엔터테인먼트에서 3년간 연습생으로 근무했으며, 이후 빌리프랩으로 이적해 4년 동안 연습생 생활을 했다.

## 경력

### 《알유넥스트》
2023년 JTBC와 빌리프랩이 공동으로 주최하는 오디션 프로그램인 《알유넥스트》에 출연했다. 9월 1일 최종 3위로 ILLIT 데뷔 멤버가 되었다.

### ILLIT
2024년 3월 25일，첫 미니 앨범 《Super Real Me》를 ILLIT으로 정식 데뷔했다. 10월 4일 배우 문상민과 함께 《뮤직뱅크》의 MC가 되었다. 11월 7일，한국방송공사에서 제작하는 웹예능인 《민주의 핑크 캐비닛》에 출연했다.12월 2일 문상민과 함께 《2024년 KBS 연예대상》에서 베스트 커플 상을 받았다.

## 방송
- 2024년 KBS2 《뮤직뱅크》 - 진행 (2024년 10월 4일 ~현재 )
- 2025년 KBS2 《우리말 겨루기》 - 진행